# Germanodactylidae
Germanodactylidés
Famille
Les Germanodactylidae ou en français Germanodactylidés sont une famille fossile controversée de ptérosaures au sein du sous-ordre des ptérodactyloïdés. 

## Présentation
Il a été nommé pour la première fois par Yang Zhongjian en 1964 et a reçu une définition phylogénétique formelle en 2014 par Brian Andres, James Clark et Xu Xing. Ils l'ont défini comme « le clade le moins inclusif contenant Germanodactylus cristatus et Normannognathus wellnhoferi », qu'ils considéraient comme des parents proches à l'époque. Cependant, des études plus récentes menées par les mêmes chercheurs ont montré que ces ptérosaures ne sont peut-être que de loin apparentés.
Des études réalisées dans les années 2000 ont suggéré que ce groupe contenait trois genres: Germanodactylus, Normannognathus et Tendaguripterus. Diverses études ont depuis placé ces ptérosaures dans les grands clades Archaeopterodactyloidea, Eupterodactyloidea ou Dsungaripteroidea, bien qu'il ait également été récupéré dans les Ctenochasmatoidea,,. Dans plusieurs études des années 2010, les espèces supposées de « germanodactylidés » ne forment pas nécessairement un groupe naturel avérées les unes avec les autres, et même le genre Germanodactylus lui-même a été découvert comme étant probablement paraphylétique, ce qui a fait que l'une de ses espèces constituantes a été renommée Altmuehlopterus. Cela rendrait le nom Germanodactylidae synonyme d'un autre clade, comme Archaeopterodactyloidea ou Lophocratia,.